# T/S Gunilla

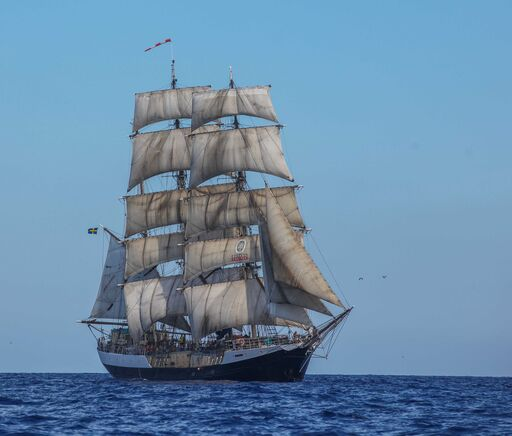

T/S Gunilla är ett barkskepp som till största delen används som skolfartyg av Öckerö seglande gymnasieskola på Öckerö. 
Gunilla var Sveriges största seglande fartyg innan Ostindiefararen Götheborg blev färdig. De båda fartygen seglade tillsammans några dagar senhösten 2005 utanför Kanarieöarna, Götheborg på sin resa till Kina och Gunilla på väg med förstaårseleverna till Kap Verde och därefter Sydamerika. Varje år gör Gunilla en resa runt Atlanten från Öckerö-Öckerö. På vägen kommer hon till ställen som Kap Verde, Grenada, Dominikanska Republiken, USA, Mexiko och Kuba för att nämna några.  
I September 2020 seglades Gunilla för första gången i historien som ett segelfartyg till Island av Na/SJD 1821. Klassen seglade runt hela Island och besökte sedan huvudstaden Reykjavik. På sin segling hem la hon även till på Shetland i staden Lerwick. Även här var det ett första besök för T/S Gunilla. Klassen, som egentligen skulle segla från USA till Sverige fick trots den rådande pandemin en segling, inte likt några tidigare resor som gjorts med skolfartyget. Detta är något som kan läsas om i media. 
T/S Gunilla byggdes 1940 som lastfartyg på Oskarshamns varv och användes som fraktfartyg fram till 1970[källa behövs]. Hon är 35 meter upp till masttoppen och har totalt 19 segel. Gunillas maxfart är 14 knop. Rekordet över Atlanten med T/S Gunilla ligger på 13,5 dagar, som genomfördes av SA1720[källa behövs]. SA1720 slog ännu ett rekord när klassen seglade över Atlanten en andra gång från Progreso, Mexico till Öckerö, Sverige utan hamnstopp. Seglatsen tog 43 dygn och är därmed rekord på längsta sjöben med T/S Gunilla. Bedriften var nödvändig på grund av den rådande pandemin och uppmärksammades i media.